# Musoma
Musoma je grad na sjeveru Tanzanije, sjedište regije Mara. Jedna je od tanzanijskih luka na Viktorijinom jezeru, smještena 100-ak km južno od granice s Kenijom. Leži na nadmorskoj visini od 1180 m, nedaleko Butiame, rodnog mjesta prvog tanzanijskog predsjednika Juliusa Nyererea.
Osnovne djelatnosti stanovništva su ribarstvo te uzgoj pamuka i voća (mango, avokado, banane).
Godine 2002. Musoma je imala 104.851 stanovnika.

## Vanjske poveznice
- Musoma na stranici Turističke zajednice Tanzanije  Arhivirana inačica izvorne stranice od 15. prosinca 2006. (Wayback Machine) (engl.)